# Aeroportul Turpan Jiaohe
Aeroportul Turpan Jiaohe (IATA: TLQ, ICAO: ZWTP) este un aeroport din Turpan, Xinjiang, Republica Populară Chineză ce deservește zona Turpan. Aeroportul a fost tranzitat în 2022 de 53.876 de pasageri. A fost deschis în 9 iulie 2010.
aeroportul dispune de o singură pistă.